# Amsterdam-Schiphols flygplats

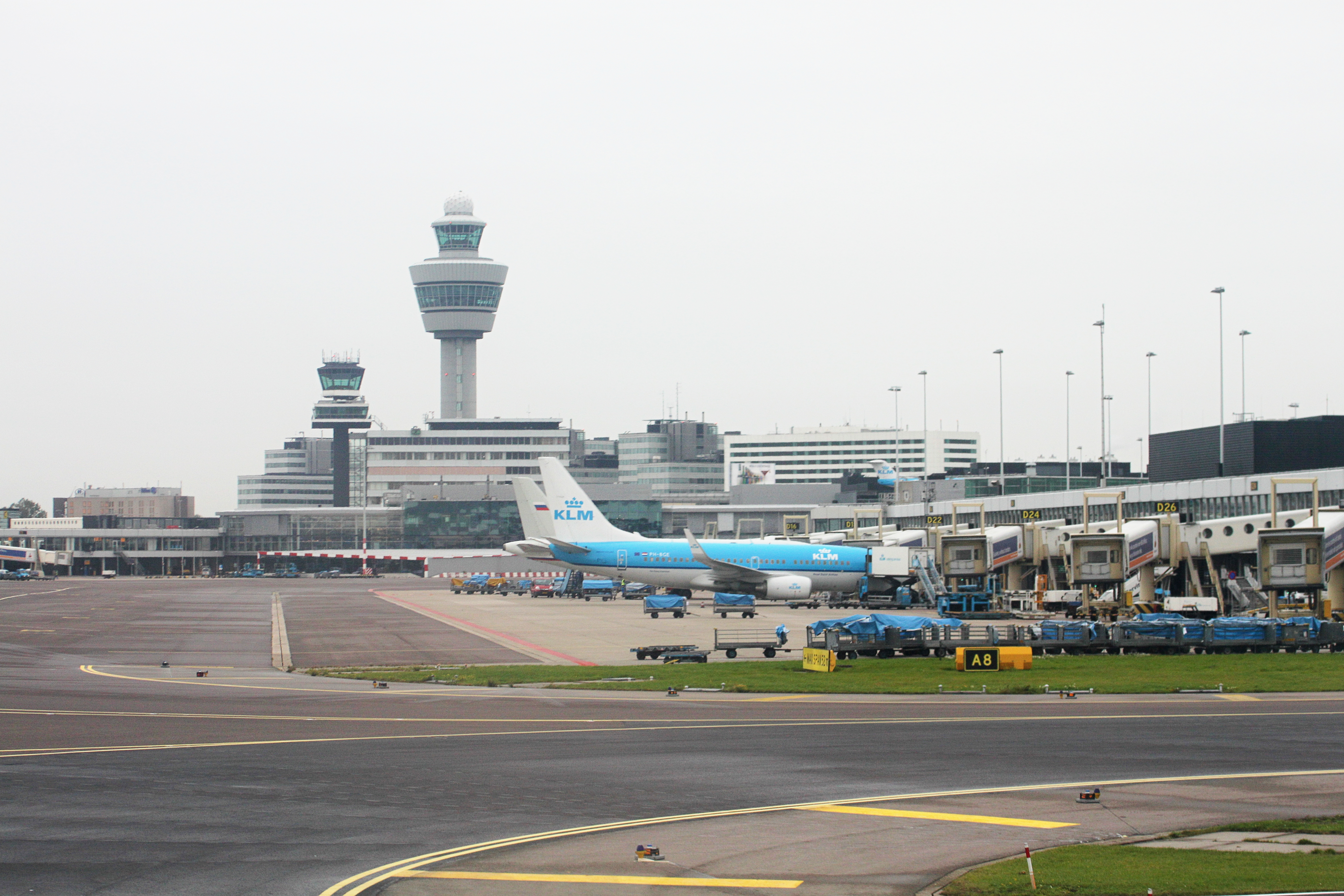
Terminaler och kontrolltorn.

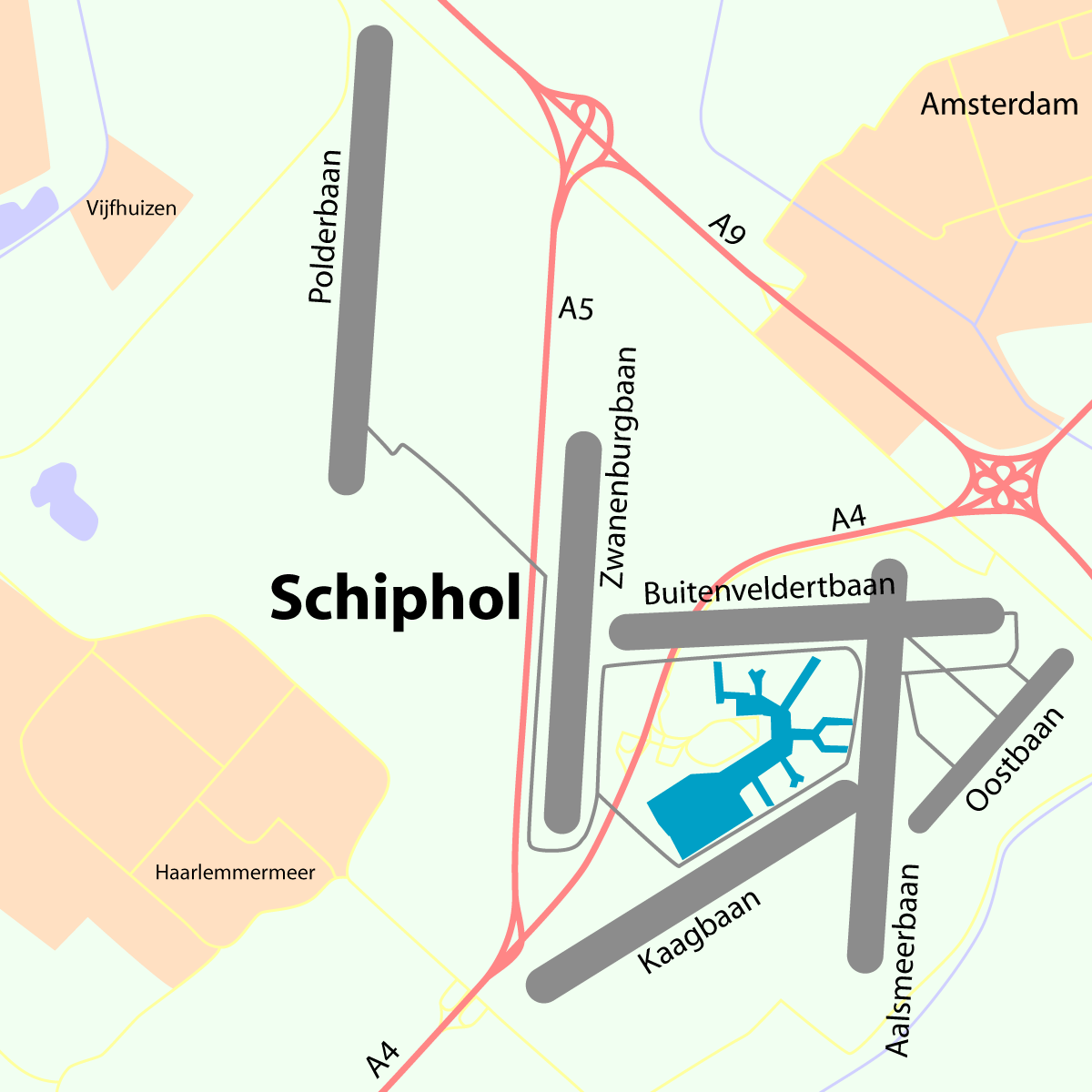
Översiktsplanen över Schiphol.

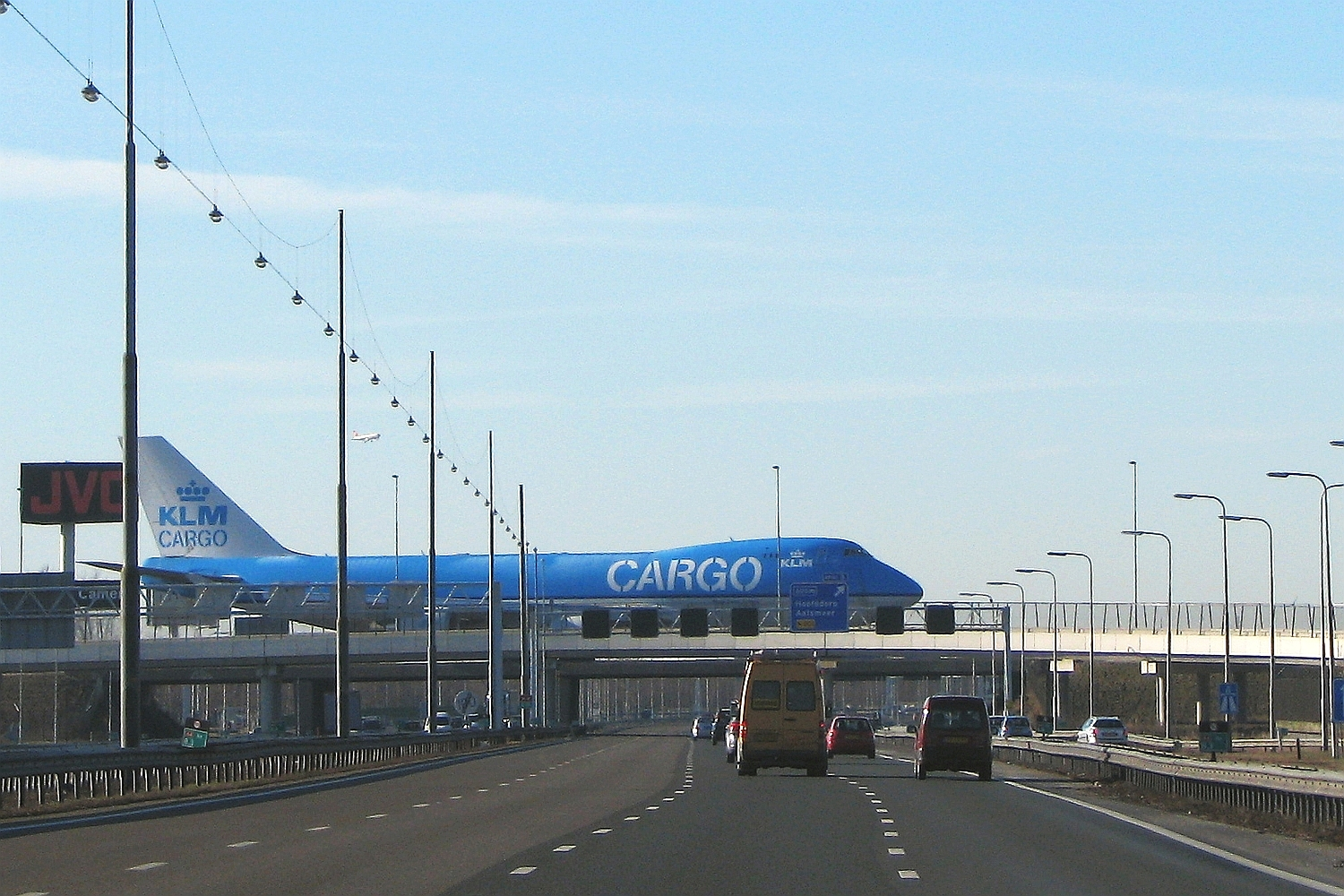
Boeing 747 på taxibanans bro över motorvägen A4/E19.

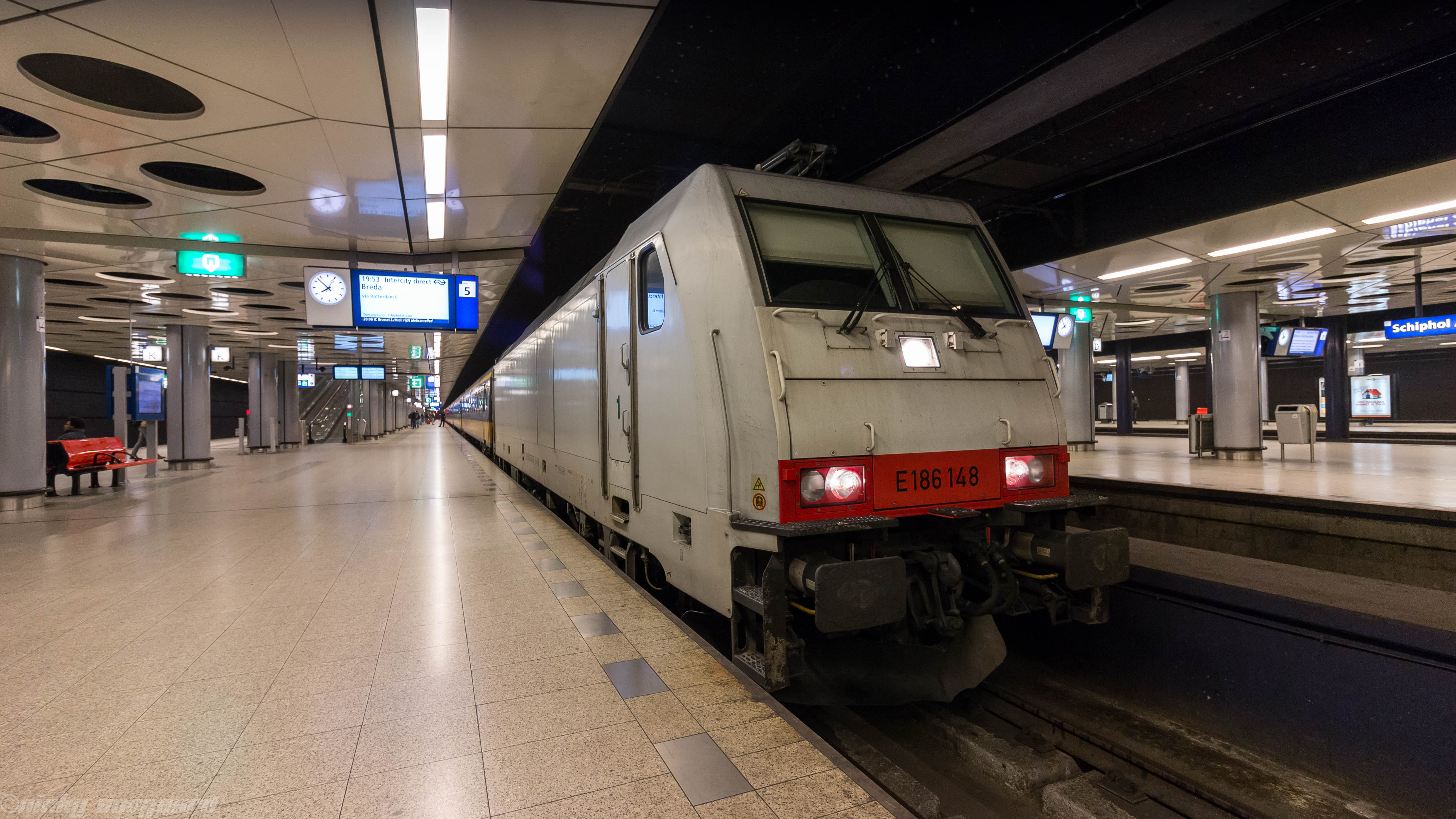
Schiphol Airport station

Amsterdam-Schiphols flygplats (nederländska: Luchthaven Schiphol, nederländskt uttal: [ˈlʏxtˌɦaːvə(n) ˈsxɪpɦɔl]) (IATA: AMS, ICAO: EHAM) är Nederländernas huvudflygplats. Den ligger cirka 9 km sydväst om Amsterdam, i kommunen Haarlemmermeer. Schiphol var år 2024 Europas 4:e största flygplats med 66,8 miljoner passagerare (efter London-Heathrows flygplats,  Istanbuls flygplats och Paris-Charles de Gaulles flygplats). Passagerarrekord var det 2019 med 71,7 miljoner. 37 % av alla som reser till Amsterdams flygplats byter enbart flyg för att sedan resa vidare.

## Historik
Schiphol öppnade den 16 september 1916 som en militär flygbas, men var tidigt med då den civila luftfarten startade (den 7 december 1920 parallellt med den militära flygfältet). 1951 öppnade Fokker en fabrik i närheten.

## Nutid
Schiphol har sex landningsbanor, varav den senaste invigdes 2003, och planer finns för en sjunde bana. Till skillnad från många andra storflygplatser har Schiphol endast en stor terminal men med tre hallar (Hall 1,2,3) och sju pirar (Pir B,C,D,E,F,G,H) och man kan nå alla gater utan att behöva åka buss. Detta gör det lätt för passagerarna att hitta, trots Schiphols storlek. Detta i kombination med ett bra utbud av affärer och destinationer gör flygplatsen populär bland passagerare och Schiphol brukar hamna högt vid IATA:s rankningar.
Sedan 2017 byggs en ny pir, Pir A. När den står klar 2025 och övriga arbeten med bland annat en ny nedgång till den underjordiska järnvägsstationen och bagagehall är klara 2023, kommer den i huvudsak att användas för Europatrafik. Den byggs i anslutning till nuvarande Pir B och kommer att öka Schiphols kapacitet med 14 miljoner passagerare/år till totalt 75 miljoner passagerare/år, vilket kommer att göra Schiphol till en av de största flygplatserna i Europa och bland de större i världen.
Schiphol är huvudflygplats för flygbolagen KLM och Transavia.
På grund av den täta flygtrafiken har flera mindre bolag valt bort Europatrafiken för att i stället landa på mindre flygplatser, exempelvis de i Groningen, Rotterdam, Eindhoven eller Maastricht. Schiphols betydelse som en av Europas storflygplatser har ökat under de senaste åren. En orsak är att Londonflygplatserna Heathrow och Gatwick har börjat slå i sina kapacitetstak. Detta i kombination med svårigheter att få slot-tider i London, både vid förseningar och rent allmänt, har inneburit att trafik flyttats från London till Amsterdam.
Flygplatsbolaget har beslutat att förbjuda nattflyg med starter kl 00:00 till 06:00 (och landningar till kl 05:00) vilket berör ca 10 000 flyg på årsbasis. Likaså förbjuds all trafik med privatjet (ca 17 000 flyg). Förändringarna ska vara genomförda vid utgången av år 2025. Vidare ska särskilt bullriga plan fasas ut (bl.a. Boeing 747) allt i syfte att nå en lugnare och renare trafik. Maxantalet flyg per år kommer att sättas ned från 500 000 till 440 000.

## Galleri

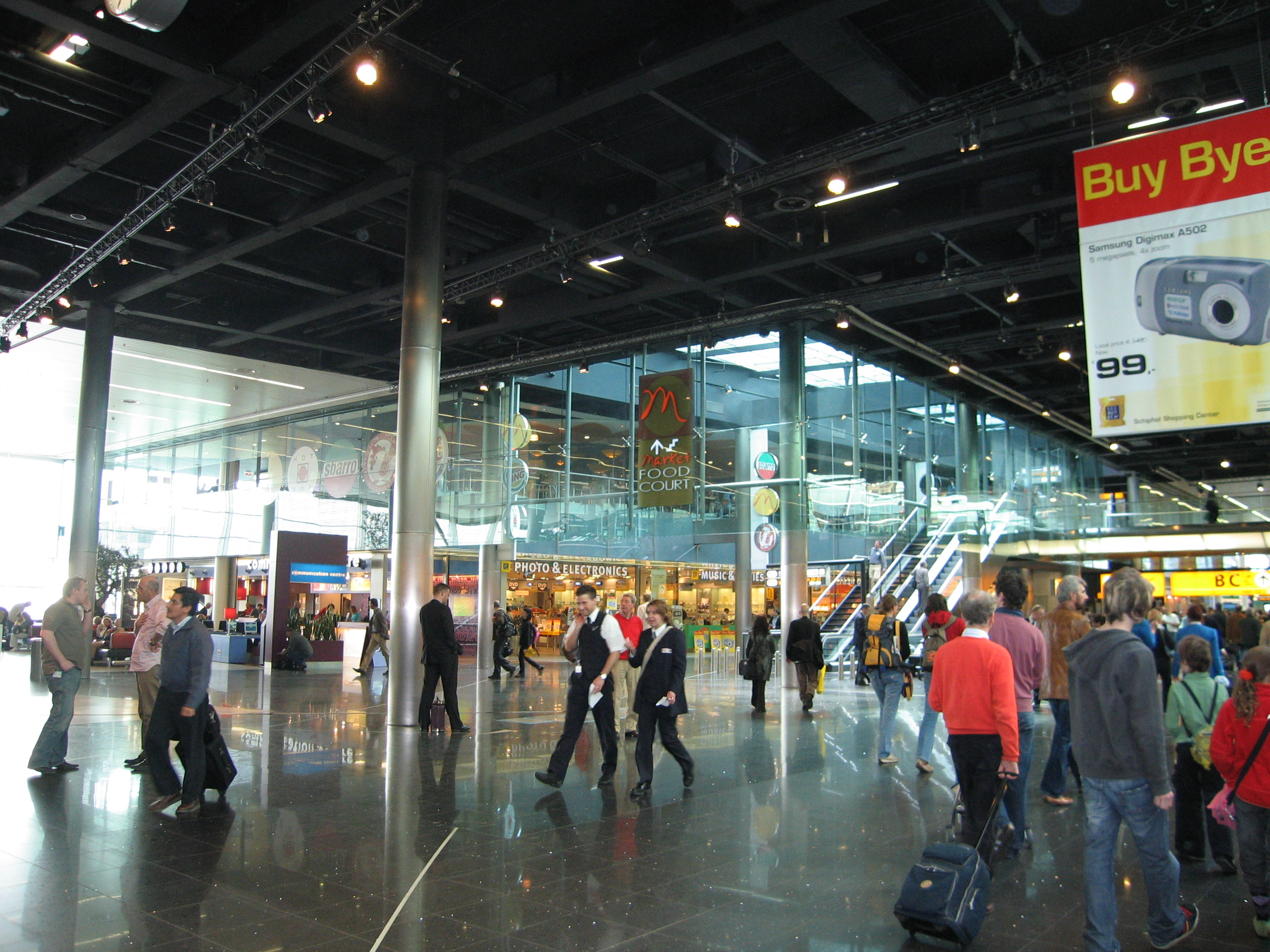
Hall 1 vid Pir B, C.
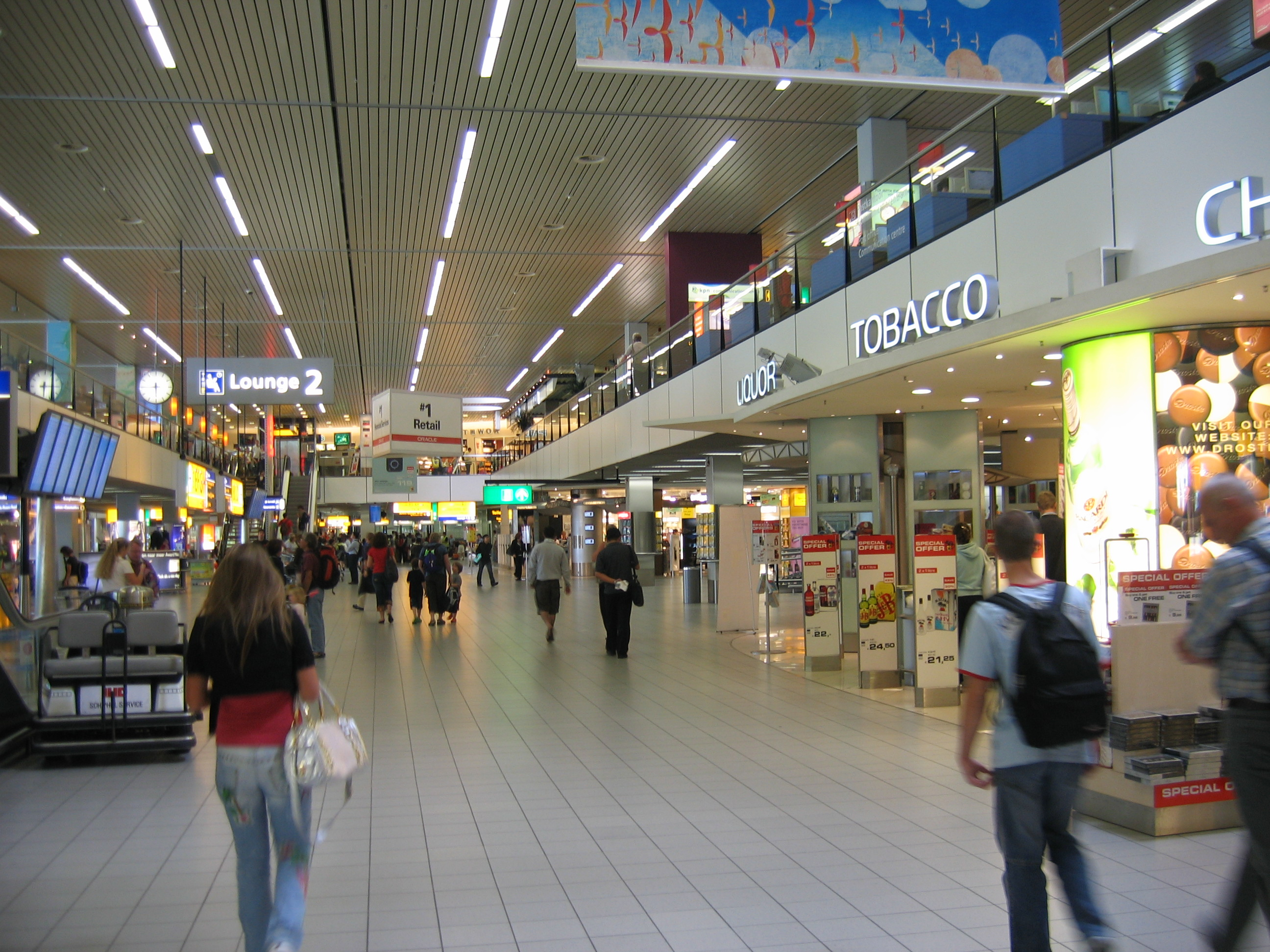
Hall 2 vid Pir D, E.
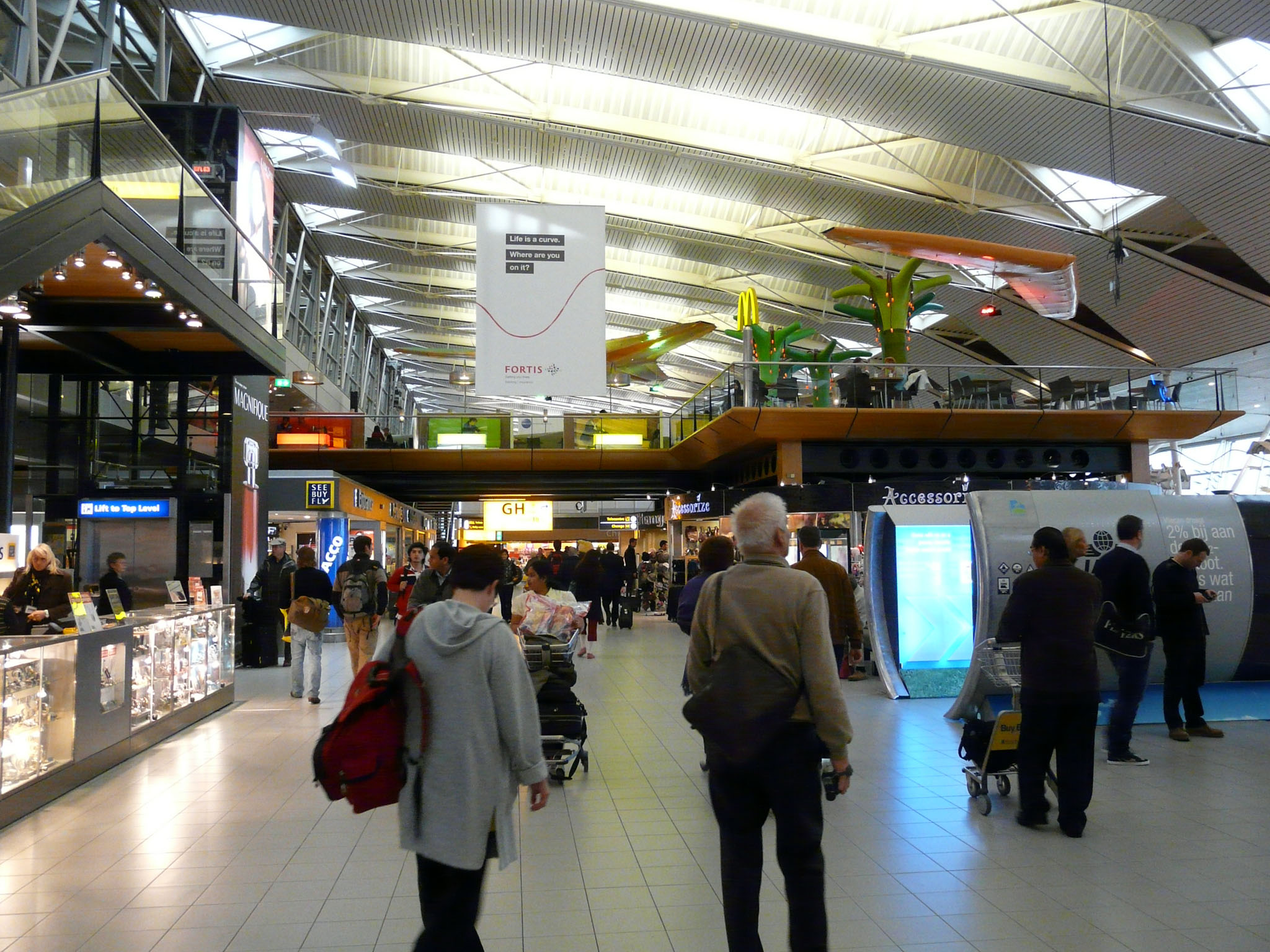
Hall 3 vid Pir F, G, H.
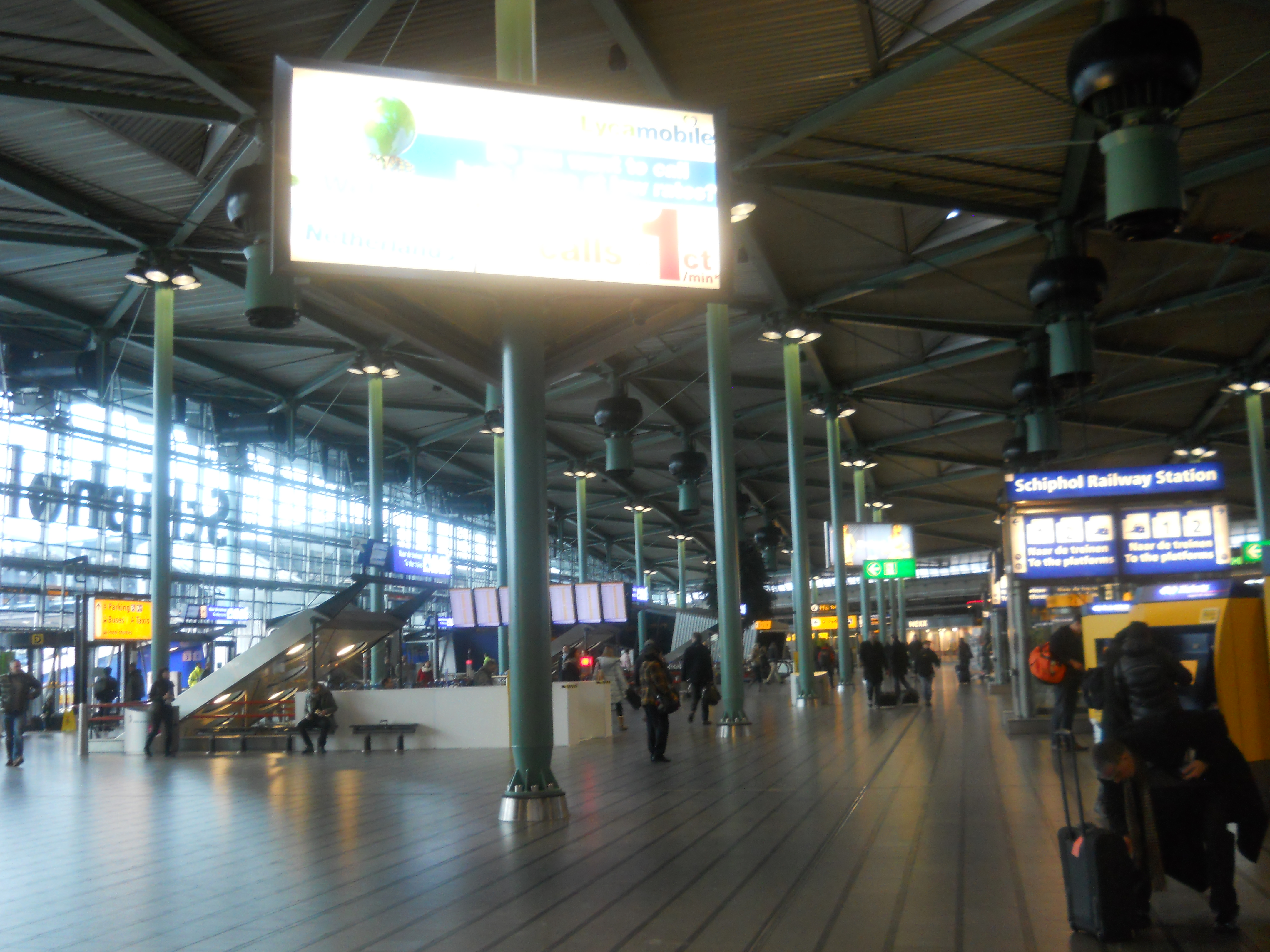
Schiphol Plaza.

## Landningsbanor
Schiphol har sex banor för start och landning : 
- Buitenveldertbaan (09-27) är en sekundär bana, 45 meter bred och 3453 meter lång (öst-västlig).
- Kaagbaan (06-24) från sydväst till nordost, 45 meter bred och 3500 meter lång (den näst längsta landningsbanan på Schiphol).
- Oostbaan (04-22), även känd som Fokker-Baan, 45 meter bred och 2014 meter lång (den kortaste banan i Schiphol Airport).
- sekundära Aalsmeerbaar (18L-36R), 45 meter bred och 3.400 meter lång (nord-syd).
- Zwanenburgbaan (18C-36C), är 45 meter bred och 3300 meter lång (nord-syd).
- Polderbaan (18R-36L) är från 2003. Banan är 3800 meter lång och 60 meter bred, den längsta och bredaste banan av flygplatsen Schiphol (nord-syd). Den byggdes för att få en flygväg som inte går över tätorter och är även i drift på natten. 5 km avstånd från terminalen vilket ofta tar 15 minuter.[7]

## Trafik

### Flygrörelser
- 2010 - 400 000 landningar/avgångar[1]
- 2014 - 452 687 landningar/avgångar
- 2019 - 496 826 landningar/avgångar

### Flygpassagerare
- 2010 – 45,0 miljoner passagerare
- 2014 – 54,9 miljoner passagerare
- 2019 – 71,7 miljoner passagerare

### Flygfrakt
- 2011 - 1,50 miljoner ton flygfrakt
- 2014 - 1,63 miljoner ton flygfrakt

## Konsthall
Rijksmuseum i Amsterdam har även en liten utställningshall på Schiphol, där främst äldre nederländsk konst visas.

## Kommunikationer
Under flygplatsen ligger järnvägsstationen Schiphol Airport station som trafikeras av flera linjer med tåg till 
Amsterdam Centraal samt till andra städer i Nederländerna och städer i grannländerna.

## Destinationer
Samtliga destinationer från Amsterdams flygplats till andra världsdelar utanför Europa. (2024)
| Världsdel   | Destination |
| ----------- | --- |
| Nordamerika | Atlanta, Austin, Boston, Calgary, Chicago, Dallas, Detroit, Edmonton, Houston, Las Vegas, Los Angeles, Mexico City, Miami, Minneapolis, Montego Bay, Montreal, New York, Orlando, Panama City, Philadelphia, Portland, Punta Cana, Salt Lake City, San Francisco, San Jose, Seattle, Tampa, Toronto, Vancouver, Varadero, Washington |
| Asien       | Abu Dhabi, Amman, Atyraw, Bali, Bangalore, Bangkok, Beirut, Dammam, Denpasar, Doha, Dubai, Erbil, Guangzhou, Hong Kong, Istanbul, Jakarta, Jeddah, Kuala Lumpur, Kuwait, Manila, Mumbai, New Delhi, Osaka, Peking, Riyadh, Seoul, Shanghai, Singapore, Sint Maarten, Taipei, Tel Aviv, Tokyo, Xiamen                                 |
| Afrika      | Accra, Al Hoceima, Banjul, Boa Vista, Kairo, Casablanca, Dakar, Dar Es Salaam, Enfidha, Entebbe, Fès, Hurghada, Ilha do Sal, Johannesburg, Kapstaden, Kigali, Kilimanjaro, Lagos, Marrakech, Marsa Alam, Mombasa, Nador, Nairobi, Sao Vicente Island, Sharm el-Sheikh, Tanger, Tétouan, Zanzibar                                     |
| Sydamerika  | Aruba, Bogota, Bonaire, Buenos Aires, Curacao, Guayaquil, Lima, Paramaribo, Port of Spain, Quito, Rio de Janeiro, Santiago, Sao Paulo |

| Flygbolag                      | Destinationer |
| ------------------------------ | --- |
| Adria Airways                  | Ljubljana |
| Aegean Airlines                | Aten |
| Aer Lingus                     | Cork, Dublin |
| Corendon Airlines              | Antalya |
| Corendon Dutch Airlines        | Bodrum, Gran Canaria, Hurghada Säsong: Alghero (startar 1 april 2018), Alicante, Aqaba, Banjul, Burgas, Eilat–Ovda, Fuerteventura, Funchal, Girona, Heraklion, Lanzarote, Málaga, Marrakech, Ohrid, Palma de Mallorca, Plovdiv, Samos (startar 19 april 2018) |
| Croatia Airlines               | Zagreb Säsong: Dubrovnik, Pula |
| Delta Air Lines                | Atlanta, Boston, Detroit, Los Angeles (startar 16 juni 2018), Minneapolis/St. Paul, New York–JFK, Newark (upphör 23 mars 2018), Orlando (startar 30 mars 2018), Portland (OR), Salt Lake City, Seattle/Tacoma |
| easyJet                        | Alicante, Belfast–International, Bordeaux, Bristol, Budapest, Edinburgh, Genève, Glasgow, Lissabon, Liverpool, London–Gatwick, London–Luton, London–Southend, London–Stansted, Lyon, Málaga, Manchester, Milano–Linate, Milano–Malpensa, Neapel, Nice, Prag, Rom–Fiumicino, Tel Aviv–Ben Gurion, Venedig, Wien, Zürich Säsong: Catania, Dubrovnik, Ibiza, Korfu, Lanzarote, Marseille, Olbia, Palma de Mallorca, Rhodos, Salzburg, Split, Teneriffa–Syd, Toulouse |
| easyJet Switzerland            | Basel/Mulhouse, Genève |
| EgyptAir                       | Kairo |
| El Al                          | Tel Aviv–Ben Gurion |
| Emirates                       | Dubai–International |
| Etihad Airways                 | Abu Dhabi |
| Eurowings                      | Hamburg, München, Stuttgart |
| EVA Air                        | Bangkok–Suvarnabhumi, Taipei–Taoyuan |
| Finnair                        | Helsingfors |
| Garuda Indonesia               | Jakarta–Soekarno–Hatta |
| Georgian Airways               | Tbilisi |
| Iberia Express                 | Madrid |
| Icelandair                     | Reykjavik–Keflavík |
| Iran Air                       | Teheran–Imam Khomeini |
| Israir Airlines                | Säsong: Tel Aviv–Ben Gurion |
| Jet Airways                    | Bangalore, Bombay, Delhi, Toronto–Pearson |
| Jet2.com                       | Leeds/Bradford |
| Kenya Airways                  | Nairobi–Jomo Kenyatta |
| KLM                            | Aberdeen, Abu Dhabi, Accra, Alicante, Aruba, Aten, Atlanta, Bahrain, Bangkok–Suvarnabhumi, Barcelona, Bergen, Bilbao, Billund, Birmingham, Bogotá, Bombay, Bonaire, Bordeaux, Bryssel, Budapest, Buenos Aires–Ezeiza, Bukarest, Cagliari, Calgary, Cartagena, Catania, Chengdu, Chicago–O'Hare, Curaçao, Dammam, Dar es Salaam, Delhi, Denpasar/Bali, Dubai–International, Dublin, Edinburgh, Edmonton, Entebbe, Fortaleza (startar 3 maj 2018), Freetown, Genève, Glasgow, Guayaquil, Göteborg, Hamburg, Hangzhou, Havanna, Helsingfors, Hongkong, Houston–Intercontinental, Istanbul, Jakarta–Soekarno–Hatta, Johannesburg–O.R. Tambo, Kapstaden, Kiev–Boryspil, Kigali, Kilimanjaro, Kuala Lumpur–International, Kuwait, Köpenhamn, Lagos, Lima, Lissabon, London–City, London–Heathrow, Los Angeles, Luanda, Lyon, Madrid, Málaga, Manchester, Manila, Mexico City, Milano–Linate, Milano–Malpensa, Minneapolis/St. Paul, Montpellier, Monrovia, Montréal–Trudeau, Moskva–Sjeremetevo, Muskat, München, Nairobi–Jomo Kenyatta, Nantes (startar 25 mars 2018), New York–JFK, Newcastle upon Tyne, Nice, Nürnberg, Osaka–Kansai, Oslo–Gardermoen, Panama City, Paramaribo, Paris–Charles de Gaulle, Peking, Porto, Prag, Quito, Rio de Janeiro–Galeão, Rom–Fiumicino, San Francisco, Sankt Petersburg, Santiago de Chile, São Paulo–Guarulhos, Seoul–Incheon, Shanghai–Pudong, Singapore, Sint Maarten, Stavanger, Stockholm–Arlanda, Stuttgart, Taipei–Taoyuan, Teheran–Imam Khomeini, Tel Aviv–Ben Gurion, Tokyo–Narita, Toronto–Pearson, Toulouse, Valencia, Vancouver, Venedig, Warszawa–Chopin, Washington–Dulles, Wien, Windhoek-Hosea Kutako, Xiamen, Zagreb, Zürich Säsong: Colombo, Ibiza, Mauritius, Miami, Salt Lake City, San José (CR), Split |
| KLM Cityhopper                 | Aberdeen, Basel/Mulhouse, Belfast–City, Bilbao, Billund, Bologna, Bordeaux, Bremen, Bristol, Bryssel, Cagliari, Cardiff, Dresden, Dublin, Durham Tees Valley, Düsseldorf, Edinburgh, Florens, Frankfurt, Gdańsk, Genève, Genua, Graz, Göteborg, Hamburg, Hannover, Humberside, Inverness, Kraków, Kristiansand, Köpenhamn, Leeds/Bradford, Linköping, London–City, London–Heathrow, Luxemburg, Lyon, Manchester, Montpellier, München, Nantes (startar 25 mars 2018), Nice, Norwich, Nürnberg, Prag, Sandefjord, Southampton, Split, Stuttgart, Toulouse, Trondheim, Turin, Venedig, Växjö (startar 14 maj 2018), Warszawa–Chopin, Wien, Zagreb, Zürich, Ålborg, Ålesund |
| Korean Air                     | Seoul–Incheon |
| LOT Polish Airlines            | Warszawa–Chopin |
| Lufthansa                      | Frankfurt |
| Lufthansa Regional             | Frankfurt, München |
| Nordica                        | Tallinn |
| Norwegian Air Shuttle          | Helsingfors, Köpenhamn, New York–JFK (startar 7 maj 2018), Oslo–Gardermoen, Stockholm–Arlanda |
| Onur Air                       | Istanbul Säsong: Kayseri |
| Pegasus Airlines               | Antalya, Istanbul–Sabiha Gökçen Säsong: Bodrum, Izmir, Kayseri, Konya |
| Qatar Airways                  | Doha |
| Royal Air Maroc                | Casablanca, Nador, Tanger Säsong: Al Hoceima, Oujda |
| Royal Jordanian                | Amman-Drottning Alia |
| Ryanair                        | Dublin, Málaga |
| Scandinavian Airlines          | Köpenhamn, Oslo–Gardermoen, Stockholm–Arlanda |
| Singapore Airlines             | Singapore |
| SunExpress                     | Izmir Säsong: Ankara (startar 22 juni 2018), Antalya (startar 26 april 2018), Kayseri, Konya (startar 20 juni 2018) |
| Surinam Airways                | Paramaribo |
| Swiss International Air Lines  | Zürich |
| TACV                           | Paris–Charles de Gaulle, Praia, São Vicente |
| TAP Air Portugal               | Lissabon, Porto |
| TAROM                          | Bukarest |
| Transavia                      | Agadir, Alicante, Almería, Aten, Barcelona, Bari, Belgrad, Casablanca, Catania, Faro, Fuerteventura, Funchal, Gran Canaria, Helsingfors, Ibiza, Innsbruck, Katowice, La Palma, Lanzarote, Larnaca, Ljubljana, Lissabon, Málaga, Marrakech, München, Neapel, Nice, Paris–Orly, Pisa, Porto, Reus, Sevilla, Sofia, Tel Aviv–Ben Gurion, Teneriffa–Syd, Thessaloniki, Turin, Valencia, Zürich Säsong: Ajaccio, Antalya, Bodrum, Chambéry, Chania, Chios, Dalaman, Dubai–International, Dubrovnik, Girona, Heraklion, Izmir, Kalamata, Kefalinia, Korfu, Kos, Malta, Menorca, Mykonos, Olbia, Palermo, Palma de Mallorca, Pafos, Preveza, Rhodos, Sal, Salzburg, Samos, Santorini, Tirana, Verona, Volos, Zakynthos |
| Transavia France               | Paris–Orly |
| TUI Airlines Belgium           | Nador, Tanger |
| TUI Airlines Netherlands       | Alicante, Aruba, Banjul, Boa Vista, Bonaire, Cancún, Curaçao, Fuerteventura, Funchal, Gran Canaria, Holguín, Hurghada, Lanzarote, Málaga, Marsa Alam, Menorca, Miami, Montego Bay, Orlando–Sanford, Praia, Puerto Plata, Punta Cana, Sal, São Vicente, Sharm el-Sheikh, Teneriffa–Syd, Varadero, Zanzibar Säsong: Antalya, Bodrum, Burgas, Catania, Dakar, Dalaman, Dubai–Al Maktoum, Faro, Girona, Heraklion, Ibiza, Ivalo, Izmir, Karpathos, Kefalinia, Kittilä, Korfu, Kos, La Palma, Mauritius, Ohrid, Palma de Mallorca, Paramaribo, Pico, Ponta Delgada, Porto Santo, Preveza, Pula, Rhodos, Samos, Sitia, Terceira, Tivat, Varna, Zakynthos, Zadar (startar 6 juli 2018) |
| Tunisair                       | Tunis |
| Turkish Airlines               | Istanbul, Istanbul–Sabiha Gökçen |
| Ukraine International Airlines | Kiev–Boryspil |
| United Airlines                | Chicago–O'Hare, Houston–Intercontinental, Newark, Washington–Dulles |
| Vueling Airlines               | Alicante, Barcelona, Bilbao, Florens, Fuerteventura, Lissabon, London–Luton, Málaga, Milano–Malpensa, Porto, Rom–Fiumicino, Santiago de Compostela Säsong: Gran Canaria, Ibiza, Neapel, Palma de Mallorca, Sevilla, Valencia |
| XiamenAir                      | Xiamen |